# USS Forrest Royal (DD-872)
USS Forrest Royal (DD-872) là một tàu khu trục lớp Gearing được Hải quân Hoa Kỳ chế tạo vào giai đoạn cuối Chiến tranh Thế giới thứ hai. Nó là chiếc tàu chiến duy nhất của Hải quân Mỹ được đặt theo tên Chuẩn đô đốc Forrest Beton Royal (1893–1945), Tư lệnh Lực lượng đặc nhiệm đổ bộ từng hai lần được tặng thưởng Huân chương Phục vụ Dũng cảm; ông từ trần do một cơn đột quỵ ngay tại mặt trận. Hoàn tất khi chiến tranh đã kết thúc, con tàu tiếp tục phục vụ trong giai đoạn Chiến tranh Lạnh, Chiến tranh Triều Tiên và Chiến tranh Việt Nam cho đến năm 1971. Nó được chuyển cho Thổ Nhĩ Kỳ và tiếp tục phục vụ cùng Hải quân Thổ Nhĩ Kỳ như là chiếc TCG Adatepe (D 353) cho đến khi bị tháo dỡ năm 1993. Forrest Royal được tặng thưởng bốn Ngôi sao Chiến trận do thành tích phục vụ trong Chiến tranh Triều Tiên.

## Thiết kế và chế tạo
Forrest Royal được đặt lườn tại xưởng tàu của hãng Bethlehem Steel Corporation ở Staten Island, New York vào ngày 8 tháng 6 năm 1945. Nó được hạ thủy vào ngày 17 tháng 1 năm 1946; được đỡ đầu bởi cô Katherine K. Royal, con gái đô đốc Royal, và nhập biên chế vào ngày 29 tháng 6 năm 1946 dưới quyền chỉ huy của Hạm trưởng, Trung tá Hải quân James M. Clute.

## Lịch sử hoạt động

### 1946 - 1960
Sau khi hoàn tất việc chạy thử máy huấn luyện tại vùng biển ngoài khơi vịnh Guantánamo, Cuba, Forrest Royal gia nhập Hạm đội Đại Tây Dương và tiếp tục hoạt động dọc theo vùng bờ Đông và vùng biển Caribe cho đến khi Chiến tranh Triều Tiên nổ ra. Các hoạt động thường xuyên của nó bao gồm việc tiến hành các thử nghiệm đặc biệt cho Văn phòng Tàu chiến tại vùng biển Caribe, huấn luyện cùng phục vụ canh phòng máy bay cho các tàu sân bay, thực hành tác xạ bắn phá bờ biển và thực tập chống tàu ngầm. Thường xuyên đặt căn cứ tại Pensacola, Florida, nó từng viếng thăm nhiều cảng tại vùng biển Tây Ấn và vùng vịnh Mexico.
Vào ngày 26 tháng 9, 1950, Forrest Royal khởi hành từ vịnh Guantánamo, Cuba để tham gia trong cuộc Chiến tranh Triều Tiên; nó đi đến Sasebo, Nhật Bản vào ngày 27 tháng 10. Nhiệm vụ đầu tiên của nó trong cuộc xung đột là soái hạm cho hoạt động quét mìn tại Chinnampo, cảng có vai trò quan trọng trong việc tiếp tế cho Tập đoàn quân 8. Nó còn đảm nhiệm việc bắn phá bờ biển, phong tỏa và hộ tống dọc theo bờ biển bán đảo Triều Tiên, cũng như hộ tống cho các tàu sân bay tiến hành các chiến dịch không quân. Nó lên đường vào ngày 6 tháng 6, 1951 để quay trở về nhà, về đến Norfolk, Virginia vào ngày 2 tháng 7.
Sau đó trong giai đoạn từ ngày 26 tháng 8, 1952 đến ngày 29 tháng 1, 1953, Forrest Royal tham gia một đợt tập trận phối hợp quy mô lớn trong Khối NATO ngoài khơi bờ biển Na Uy, viếng thăm các cảng Bắc Âu, rồi tiếp tục phục vụ cùng Đệ Lục hạm đội tại Địa Trung Hải trong hai tháng trước khi quay trở lại vùng biển Bắc Ireland thực hành chống tàu ngầm phối hợp cùng tàu chiến của Hải quân Hoàng gia Anh. Trong một năm rưỡi tiếp theo sau, nó tiếp tục hoạt động thường lệ từ căn cứ Newport, Rhode Island, tập trận dọc theo bờ biển Đại Tây Dương và vùng biển Caribe, cũng như hoạt động cùng các tàu sân bay ngoài khơi Pensacola, Florida.
Trong chuyến đi vòng quanh thế giới kéo dài từ ngày 2 tháng 8, 1954 đến ngày 14 tháng 3, 1955, Forrest Royal đi sang vùng bờ Tây và phục vụ cùng Đệ Thất hạm đội tại các vùng biển Nhật Bản và Philippines. Nó tiếp tục đi ngang qua Ấn Độ Dương và vượt kênh đào Suez để gia nhập cùng Đệ Lục hạm đội tại Địa Trung Hải, rồi vượt Đại Tây Dương để quay trở về Newport. Chiếc tàu khu trục lại được phái sang khu vực Địa Trung Hải từ ngày 14 tháng 9, 1956 đến ngày 3 tháng 4, 1957, đã tuần tra dọc theo bờ biển Ai Cập và Palestine vào lúc xảy ra vụ Khủng hoảng kênh đào Suez trước khi được điều sang phục vụ tại khu vực vịnh Ba Tư, biển Hồng Hải và vịnh Suez. Nó phải thực hiện chuyến đi kéo dài vòng qua lục địa Châu Phi, ngang qua mũi Hảo Vọng, vì kênh đào Suez lúc này đang bị ngăn chặn.

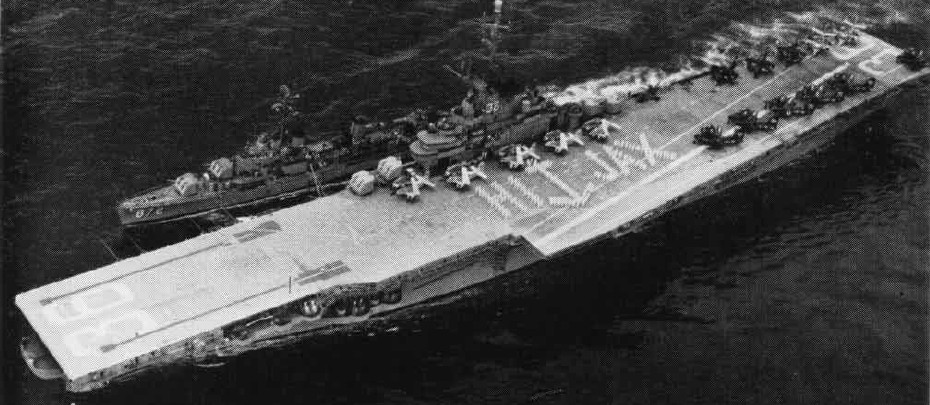
USS Forrest Royal đang đươc tàu sân bay USS Antietam tiếp nhiên liệu ngoài khơi Mayport, 1957.

Vào mùa Hè năm 1957, Forrest Royal thực hiện một chuyến đi thực tập cho học viên sĩ quan đến khu vực Man Mỹ, và sau đó tham gia cuộc Duyệt binh Hạm đội Quốc tế tại Hampton Roads vào ngày 12 tháng 6, 1957. Các cuộc tập trận trong Khối NATO đã đưa con tàu đi đến vùng biển Châu Âu trong mùa Thu năm đó. Vào ngày 11 tháng 7, 1958, nó khởi hành từ Newport để đi đến Morehead City, North Carolina, hộ tống các tàu đổ bộ vận chuyển binh lính Thủy quân Lục chiến đi đến tập trận đổ bộ tại khu vực Puerto Rico. Lực lượng đặc nhiệm này rời San Juan vào ngày 1 tháng 8 để cho đổ bộ binh lính Thủy quân Lục chiến lên Beirut, Liban từ ngày 20 đến ngày 28 tháng 8, nhằm tăng viện cho lực lượng đã đổ bộ trước đó lên đất nước Trung Đông này. Đây là một phần trong cuộc can thiệp của Hoa Kỳ theo yêu cầu của Tổng thống Liban Camille Chamoun trong vụ Khủng hoảng Li-băng 1958, khi những mâu thuẫn sắc tộc và tôn giáo leo thang thành bạo loạn và bất ổn định.
Căng thẳng tiếp tục bộc phát tại một khu vực khác, khi lực lượng Trung Cộng nả pháo xuống các đảo Kim Môn và Mã Tổ còn do phe Quốc Dân đảng trú đóng, gây ra cuộc Khủng hoảng eo biển Đài Loan lần 2. Do đó, Forrest Royal đã cùng với tàu khu trục Charles H. Roan (DD-853) gia nhập đội tàu sân bay Essex (CVA-9), tăng cường cho thành phần hộ tống bao gồm hai tàu khu trục trước đó, và vượt kênh đào Suez vào ngày 29 tháng 8 để đi sang Viễn Đông. Nó đã tuần tra tại vùng biển ngoài khơi Đài Loan cho đến ngày 27 tháng 9, rồi lên đường quay trở về Newport ngang qua mũi Hảo Vọng và Cape Town, Nam Phi. Con tàu về đến Newport vào ngày 18 tháng 11.
Vào năm 1959, Forrest Royal đã tham gia Lực lượng Đặc nhiệm 47 trong Chiến dịch Inland Seas, đi dọc theo sông Saint Lawrence tham dự lễ khánh thành tuyến đường thủy St. Lawrence nối liền Đại Tây Dương với Ngũ Đại Hồ vào ngày 26 tháng 6, nghi lễ do Tổng thống Dwight D. Eisenhower và Nữ hoàng Elizabeth II của Anh đồng chủ trì; và sau nghi thức khánh thành đã đi theo tuyến đường thủy đến viếng thăm nhiều cảng nội địa Hoa Kỳ và Canada trước khi trở ra Đại Tây Dương. Chiếc tàu khu trục lại được phái sang khu vực Địa Trung Hải vào tháng 3, 1960 để phục vụ cùng Đệ Lục hạm đội, và có một đợt hoạt động ngắn cùng Lực lượng Trung Đông trước khi quay trở về Hoa Kỳ vào tháng 10. Nó tiếp tục hoạt động thường lệ từ Newport cho đến hết năm đó.

### 1961 - 1971
Vào mùa Xuân năm 1961, Forrest Royal đi đến Xưởng hải quân Boston để được sửa chữa và nâng cấp trong khuôn khổ Chương trình Hồi sinh và Hiện đại hóa Hạm đội I (FRAM: Fleet Rehabilitation and Modernization), nhằm kéo dài vòng đời hoạt động thêm 10 đến 20 năm, đồng thời nâng cao năng lực tác chiến chống ngầm. Nó được bổ sung thêm bệ phóng tên lửa chống ngầm RUR-5 ASROC, cùng với hầm chứa và sàn đáp để vận hành máy bay trực thăng không người lái chống tàu ngầm Gyrodyne QH-50 DASH.
Forrest Royal đang hoạt động tại khu vực Mayport và Key West, Florida vào tháng 10, 1962, khi Tổng thống John F. Kennedy ra lệnh phong tỏa Cuba do phát hiện ra Liên Xô bố trí những tên lửa đạn đạo mang đầu đạn hạt nhân trên hòn đảo này, khiến đưa đến vụ Khủng hoảng tên lửa Cuba. Nó là một trong những tàu chiến có mặt nhanh nhất tại khu vực, và từ ngày 24 tháng 10 đến ngày 21 tháng 11 đã phục vụ trong thành phần lực lượng hải quân "cô lập" hòn đảo này, cho đến khi vụ khủng hoảng được giải quyết bằng thương lượng hòa bình.
Forrest Royal quay trở về cảng nhà để tiếp tục hoạt động thử nghiệm và huấn luyện các hệ thống vũ khí mới cho đến tháng 8, 1963, khi nó được phái sang hoạt động tại Địa Trung Hải. Sang đầu năm 1964, nó tham gia thử nghiệm tên lửa đạn đạo phóng từ tàu ngầm UGM-27 Polaris tại khu vực mũi Canaveral Florida, rồi tiếp nối bằng một chuyến đi thực tập cho học viên sĩ quan sang vùng biển Bắc Âu. Vào tháng 1, 1965, nó tham gia vào Chương trình Gemini khi phục vụ cho việc thu hồi tàu không gian không người lái Gemini II hạ cánh xuống vùng biển Đại Tây Dương giữa và Châu Phi. Một năm sau đó, chiếc tàu khu trục lại được phái sang phục vụ cùng Đệ Lục hạm đội tại Địa Trung Hải, và sau khi hoàn thành nhiệm vụ nó có một chuyến đi thực tập cho học viên sĩ quan đến vùng biển Caribe và vịnh Mexico. Vào tháng 9, 1966, nó lại phục vụ trong việc thu hồi tàu không gian Gemini XI, rồi tham gia cuộc Tập trận LANTFLEX-66, cuộc tập trận có quy mô lớn nhất trong vòng mười năm gần đây.
Vào tháng 2, 1967, Forrest Royal cùng với tàu tuần dương tên lửa điều khiển Dahlgren (DLG-12) và các tàu khu trục Ware (DD-865) và Barney (DDG-6) được điều động sang khu vực Tây Thái Bình Dương và hoạt động ngoài khơi bờ biển Việt Nam. Nó đang có mặt tại Trạm Yankee vào giữa tháng 4 để phục vụ canh phòng máy bay cho tàu sân bay Bon Homme Richard (CVA-31), khi được yêu cầu bắn hải pháo hỗ trợ cho trận chiến trên bộ của lực lượng Hoa Kỳ gần Đà Nẵng thuộc Nam Việt Nam; con tàu mất không đến tám giờ để băng qua khoảng cách 150 nmi (280 km) đi tới mục tiêu. Sau đó nó đảm nhiệm vai trò soái hạm cho Hải đội Khu trục 16, chỉ huy các tàu làm nhiệm vụ hỗ trợ hải pháo tại khu vực. Trong giai đoạn từ ngày 23 tháng 4 đến ngày 6 tháng 5, chiếc tàu khu trục đã tiêu phí khoảng 2.600 quả đạn pháo 5-inch xuống các mục tiêu tại các khu vực trách nhiệm của Quân đoàn I và Quân đoàn II Nam Việt Nam, và bắn pháo quấy phá ban đêm cùng hỏa lực can thiệp tại vùng phụ cận cảng Đà Nẵng.
Sau một giai đoạn phục vụ canh phòng máy bay cho các tàu sân bay Bon Homme Richard và Hancock (CVA-19), Forrest Royal gia nhập Lực lượng Đặc nhiệm 77 để tiến hành các Chiến dịch Sea Dragon vào ngày 20 tháng 5. Chỉ trong vòng năm ngày, nó hai lần bị các khẩu đội pháo bờ biển đối phương bắn trả, bị trúng những mảnh đạn pháo nhưng không có phát nào bắn trúng trực tiếp. Nó di chuyển đến phía Nam Khu phi quân sự vào ngày 29 tháng 5, tiếp tục đảm nhiệm vai trò soái hạm cho Hải đội Khu trục 16 khi hoạt động trong chín ngày dọc suốt bờ biển Việt Nam cho đến tận vịnh Thái Lan. Đang khi canh phòng máy bay cho tàu sân bay Constellation (CVA-64) vào ngày 2 tháng 8, chiếc tàu khu trục đã cứu vớt một phi công bị buộc phải phóng ra khỏi chiếc A-4C Skyhawk của anh trong vịnh Bắc Bộ. Con tàu lên đường quay trở về nhà và về đến Mayport vào ngày 19 tháng 9, 1967.
Tại vùng biển cảng nhà Mayport và vùng biển Caribe trong năm 1968, Forrest Royal tập trận chống tàu ngầm phối hợp cùng các tàu khu trục Ault (DD-698) và McCaffery (DD-860), đồng thời cũng phục vụ như Trường Sonar Hạm đội tại Key West, các chuyến đi thực tập cho học viên sĩ quan và các lượt phục vụ canh phòng máy bay cho tàu sân bay. Nó tham gia cùng tàu khu trục William C. Lawe (DD-763) trong chuyến đi sang Ấn Độ Dương vào tháng 11, 1969, và quay trở về Hoa Kỳ vào tháng 5, 1970.
Forrest Royal được cho xuất biên chế vào ngày 27 tháng 3, 1971, và được chuyển cho Thổ Nhĩ Kỳ cùng ngày hôm đó. Tên nó được cho rút khỏi danh sách Đăng bạ Hải quân vào ngày 1 tháng 2, 1973.

### TCGAdatepe(D 353)
Con tàu tiếp tục phục vụ cùng Hải quân Thổ Nhĩ Kỳ như là chiếc TCG Adatepe (D 353). Nó cùng với các tàu chị em TCG Kocatepe (D 354) và TCG Mareşal Fevzi Çakmak (D 351) đã chịu đựng hỏa lực bắn nhầm từ máy bay F-104 Starfighter Thổ Nhĩ Kỳ vào ngày 22 tháng 7, 1974, do nhầm họ với tàu Hy Lạp trong sự kiện Thổ Nhĩ Kỳ xâm lược Síp; Kocatepe bị đánh chìm trong khi Adatepe hư hại đáng kể. Nó được sửa chữa và tiếp tục phục vụ cho đến khi bị tháo dỡ vào năm 1993.

## Phần thưởng
Forrest Royal được tặng thưởng bốn Ngôi sao Chiến trận do thành tích phục vụ trong Chiến tranh Triều Tiên.